# Deneuille-lès-Chantelle
Deneuille-lès-Chantelle est une commune française située dans le département de l'Allier en région Auvergne-Rhône-Alpes.

## Géographie

### Localisation
Deneuille-lès-Chantelle est située au sud du département de l'Allier, à 16,6 km au nord de Gannat, à 25,4 km à l'ouest-nord-ouest de Vichy et à 38,7 km au sud du chef-lieu du département Moulins.
Ses communes limitrophes sont :
|           | Fleuriel                |           |
| Monestier | Deneuille-lès-Chantelle |           |
|           |                         | Chantelle |

### Transports
La commune est traversée par la route départementale 282.

### Climat
Pour des articles plus généraux, voir Climat d'Auvergne-Rhône-Alpes et Climat de l'Allier.
En 2010, le climat de la commune est de type climat océanique dégradé des plaines du Centre et du Nord, selon une étude du CNRS s'appuyant sur une série de données couvrant la période 1971-2000. En 2020, Météo-France publie une typologie des climats de la France métropolitaine dans laquelle la commune est exposée à un climat de montagne ou de marges de montagne et est dans une zone de transition entre les régions climatiques « Centre et contreforts nord du Massif Central » et « Nord-est du Massif Central ».
Pour la période 1971-2000, la température annuelle moyenne est de 11,1 °C, avec une amplitude thermique annuelle de 16,1 °C. Le cumul annuel moyen de précipitations est de 802 mm, avec 10,8 jours de précipitations en janvier et 7,1 jours en juillet. Pour la période 1991-2020, la température moyenne annuelle observée sur la station météorologique de Météo-France la plus proche, « Chareil-Cintrat_sapc », sur la commune de Chareil-Cintrat à 6 km à vol d'oiseau, est de 11,9 °C et le cumul annuel moyen de précipitations est de 676,1 mm,. Pour l'avenir, les paramètres climatiques de la commune estimés pour 2050 selon différents scénarios d'émission de gaz à effet de serre sont consultables sur un site dédié publié par Météo-France en novembre 2022.

## Urbanisme

### Typologie
Au 1er janvier 2024, Deneuille-lès-Chantelle est catégorisée commune rurale à habitat très dispersé, selon la nouvelle grille communale de densité à 7 niveaux définie par l'Insee en 2022.
Elle est située hors unité urbaine. Par ailleurs la commune fait partie de l'aire d'attraction de Saint-Pourçain-sur-Sioule, dont elle est une commune de la couronne,. Cette aire, qui regroupe 14 communes, est catégorisée dans les aires de moins de 50 000 habitants,.

### Occupation des sols

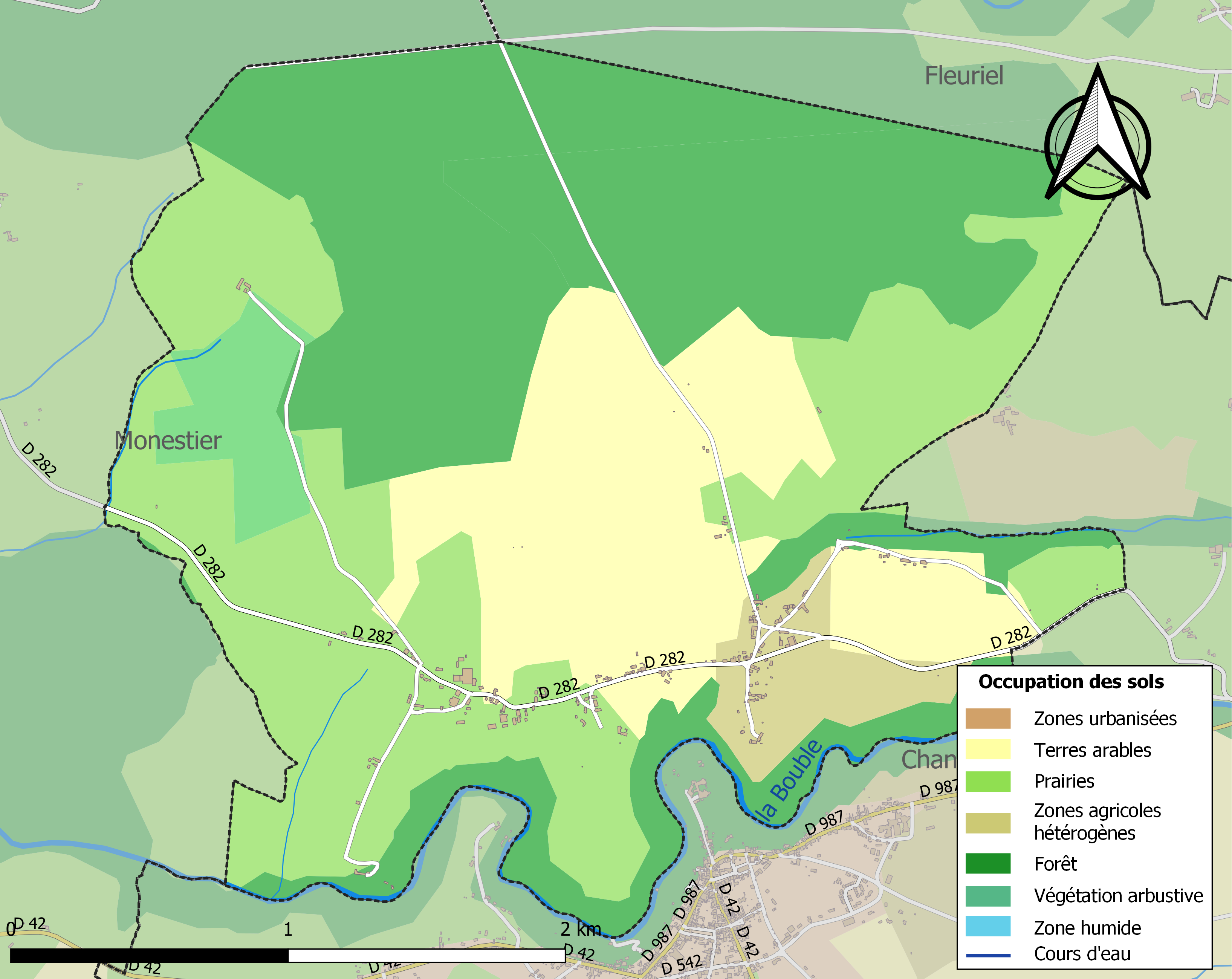
Carte des infrastructures et de l'occupation des sols de la commune en 2018 (CLC).

L'occupation des sols de la commune, telle qu'elle ressort de la base de données européenne d’occupation biophysique des sols Corine Land Cover (CLC), est marquée par l'importance des territoires agricoles (54,9 % en 2018), en diminution par rapport à 1990 (57,7 %). La répartition détaillée en 2018 est la suivante : 
forêts (41,7 %), prairies (30,8 %), terres arables (17 %), zones agricoles hétérogènes (4,1 %), milieux à végétation arbustive et/ou herbacée (3,4 %), cultures permanentes (3,1 %).
L'IGN met par ailleurs à disposition un outil en ligne permettant de comparer l’évolution dans le temps de l’occupation des sols de la commune (ou de territoires à des échelles différentes). Plusieurs époques sont accessibles sous forme de cartes ou photos aériennes : la carte de Cassini (XVIIIe siècle), la carte d'état-major (1820-1866) et la période actuelle (1950 à aujourd'hui).

## Toponymie
Le nom Deneuille vient de Donoialon qui veut dire « prairie du noble » en gaulois.
En bourbonnais du Croissant, la langue régionale, Deneuille est nommé Deneulh.

## Histoire
Avant 1789 la commune faisait partie de l'ancienne l'ancienne province du Bourbonnais et du diocèse de Bourges.
Elle faisait partie avant son intégration à la seigneurie de Bourbon au milieu du Moyen Âge du vaste Berry médiéval.

## Politique et administration

### Découpage territorial
Par arrêté préfectoral du 2 janvier 2024, la commune est retirée le 1er janvier 2024 de l'arrondissement de Moulins et rattachée à l'arrondissement de Vichy.

### Liste des maires
| Période                                  | Période                      | Identité              | Étiquette | Qualité                      |
| ---------------------------------------- | ---------------------------- | --------------------- | --------- | ---------------------------- |
| Les données manquantes sont à compléter. |                              |                       |           |                              |
| 29 vendémiaire an 9                      | mai 1820                     | Marc-Antoine Aupierre |           |                              |
| juin 1820                                | octobre 1826                 | Antoine Guillomet     |           |                              |
| 1953                                     | 1987                         | Aimé Thuizat          | PCF       |                              |
|                                          |                              | Alain Berton          |           |                              |
| mars 2001                                | mars 2008                    | Bernard Saint-Roch    |           |                              |
| mars 2008                                | mai 2020                     | Dominique Loubeau     | DVG       | Retraité réélu en avril 2014 |
| mai 2020                                 | En cours (au 8 juillet 2020) | Claude Ray            |           | Retraité                     |

## Population et société

### Démographie
L'évolution du nombre d'habitants est connue à travers les recensements de la population effectués dans la commune depuis 1793. Pour les communes de moins de 10 000 habitants, une enquête de recensement portant sur toute la population est réalisée tous les cinq ans, les populations de référence des années intermédiaires étant quant à elles estimées par interpolation ou extrapolation. Pour la commune, le premier recensement exhaustif entrant dans le cadre du nouveau dispositif a été réalisé en 2005.

En 2022, la commune comptait 93 habitants, en évolution de +14,81 % par rapport à 2016 (Allier : −1,38 %, France hors Mayotte : +2,11 %).
| 1793 | 1800 | 1806 | 1821 | 1831 | 1836 | 1841 | 1846 | 1851 |
| ---- | ---- | ---- | ---- | ---- | ---- | ---- | ---- | ---- |
| 315  | 309  | 313  | 399  | 392  | 423  | 441  | 450  | 450  |

| 1856 | 1861 | 1866 | 1872 | 1876 | 1881 | 1886 | 1891 | 1896 |
| ---- | ---- | ---- | ---- | ---- | ---- | ---- | ---- | ---- |
| 416  | 396  | 402  | 364  | 372  | 356  | 334  | 343  | 335  |

| 1901 | 1906 | 1911 | 1921 | 1926 | 1931 | 1936 | 1946 | 1954 |
| ---- | ---- | ---- | ---- | ---- | ---- | ---- | ---- | ---- |
| 306  | 299  | 300  | 227  | 198  | 188  | 182  | 151  | 128  |

| 1962 | 1968 | 1975 | 1982 | 1990 | 1999 | 2005 | 2006 | 2010 |
| ---- | ---- | ---- | ---- | ---- | ---- | ---- | ---- | ---- |
| 102  | 84   | 80   | 98   | 80   | 89   | 98   | 99   | 91   |

| 2015 | 2020 | 2022 | - | - | - | - | - | - |
| ---- | ---- | ---- | - | - | - | - | - | - |
| 80   | 89   | 93   | - | - | - | - | - | - |

### Enseignement
Deneuille-lès-Chantelle dépend de l'académie de Clermont-Ferrand. Il n'existe aucune école.
Les collégiens se rendent à Bellenaves et les lycéens à Saint-Pourçain-sur-Sioule.

## Économie
L'une des activités de la commune est la viticulture : la commune fait partie du terroir de l'AOC saint-pourçain.

## Culture locale et patrimoine

### Lieux et monuments
Début 2017, la commune est « réputée sans clochers ».

### Héraldique
| Blason de Deneuille-lès-Chantelle | Blason  | D'azur à la bande ondée d'argent, chargée d'une bande ondée de gueules, surchargée de trois feuilles de vigne d'argent et côtoyée de deux feuilles de chêne d'or. |
| Blason de Deneuille-lès-Chantelle | Détails | La bande ondée de gueules sur fond d'azur fait référence au blason du Bourbonnais et évoque la Bouble qui arrose la commune. Les feuilles de vigne rappellent que la commune est viticole (Saint-pourçain (AOC)) et les feuilles de chêne évoquent le nom de la commune (donilium, « lieu planté de chênes »). Adopté en novembre 2022. |